# نیاگارا (فیلم)
نیاگارا (انگلیسی: Niagara) فیلم دلهره‌آور نوآر آمریکایی به کارگردانی هنری هاتاوی، تهیه‌کنندگی چارلز براکت، و نویسندگی براکت، ریجارد ال. برین و والتر رایش است که در سال ۱۹۵۳ منتشر شد. در این فیلم مریلین مونرو، جوزف کاتن، جین پیترز و مکس شووالتر ایفای نقش می‌کنند. این فیلم یکی از بزرگ‌ترین آثار باکس آفیس استودیو قرن بیستم در آن سال بود.
بر خلاف دیگر فیلم‌های نوآر آن زمان که به‌طور معمول سیاه‌وسفید بودند، نیاگارا به‌صورت تکنی‌کالر فیلمبرداری شد.

## بازیگران
- مریلین مونرو
- جوزف کاتن
- جین پیترز
- مکس شووالتر
- دنیس اودی
- ریچارد آلن
- دون ویلسون
- لورن تاتل
- راسل کولینز
- ویل رایت